# Бегларян, Нарек Самвелович
На́рек Самве́лович Бегларя́н (арм. Նարեկ Սամվելի Բեգլարյան; 1 сентября 1985, Ноемберян, Армянская ССР, СССР) — армянский футболист, нападающий.
С юных лет выступал за «Мику». Дебютировал в 2005 году. Впоследствии завоевал место в основе клуба и на протяжении нескольких лет был незаменимым игроком команды. С января по конец июня 2012 года выступал на правах аренды за словацкий «Татран».

## Биография
Нарек Бегларян является воспитанником футбольной школы «Мика». Дебютировал за главную команду клуба в возрасте 20 лет 9 июля 2005 года в матче 9 тура против «Динамо-Зенит». Выйдя на 64-й минуте, заменив Сергея Шевченко, за две минуты до окончания матча забил гол в ворота Эдуарда Ерицяна и принёс клубу победу. В том сезоне стал бронзовым медалистом и обладателем Кубка Армении, но участия в финальном матче не принимал. В следующем сезоне Бегларян появился в составе «Мики» только единожды. В розыгрыше Кубка Бегларян также стал обладателем, но участия в матче вновь не принял по причине имевшейся травмы. Сезоном позже принял участие в 15 матчах, а с 2008 года закрепил за собой основное место в линии нападения. В том году Бегларян стал лучшим бомбардиром в клубе с 8-ю мячами. После окончания чемпионата 2010 заключил контракт с клубом сроком на два года. В 1-м туре чемпионата 2011 провёл 100-й матч в Премьер-лиге. А в розыгрыше Кубка Армении 2011 стал обладателем трофея и лучшим бомбардиром турнира с 6-ю мячами. Закончил сезон с 11-ю мячами в зачёт списка бомбардиров Премьер-лиги.
Далее последовала информация о желании выступать в зарубежном чемпионате европейского континента. Предложение о приобретении игрока поступило из Словакии от клуба «Татран» из города Прешов. Между клубами был заключён арендный договор сроком на шесть месяцев. 25 января 2012 года Бегларян официально стал игроком «Татрана». Дебютировал в команде 3 марта, в первенстве чемпионата заменив Дэвида Губа на 81 минуте матча при счёте 0:1 в пользу соперников из «Кошице». 3 апреля состоялась последняя игра, в которой Бегларян принял участие. После чего в заявку на матчи не попадал, ввиду открытого вопроса с его рабочей визой. Руководство клуба данную проблему не решило и после окончания срока аренды, 30 июня, Бегларяна вернулся в «Мику».
С окончанием контракта в Словакии Бегларян вернулся в Армению, где провёл свой отпуск. Одновременно с Бегларяном вернулся Александр Тадевосян. Для поддержания физических кондиций оба футболиста проводили тренировки с «Микой». На первой стадии было неизвестно где продолжать свою карьеру оба футболиста, однако так как у обоих имелся действующий контракт с «Микой» до 1 декабря 2012 года, продолжили своё выступление за «Мику».

## Достижения
«Мика»
- Серебряный призёр 'чемпионата Армении: 2005, 2009
- Бронзовый призёр чемпионата Армении: 2006, 2007
- Обладатель Кубка Армении: 2005, 2006, 2011
- Обладатель Суперкубка Армении: 2006, 2012

«Гандзасар»
- Бронзовый призёр чемпионата Армении: 2012/13
- Финалист Кубка Армении: 2013/14

## Статистика выступлений
| Клуб      | Сезон   | Чемпионат | Чемпионат | Кубки | Кубки | Еврокубки | Еврокубки | Всего | Всего |
| Клуб      | Сезон   | Матчи     | Голы      | Матчи | Голы  | Матчи     | Голы      | Матчи | Голы  |
| --------- | ------- | --------- | --------- | ----- | ----- | --------- | --------- | ----- | ----- |
| Мика      | 2005    | 10        | 2         | ?     | 0     | 2         | 0         | 12    | 2     |
| Мика      | 2006    | 1         | 0         | ?     | 0     | 0         | 0         | 1     | 0     |
| Мика      | 2007    | 15        | 2         | 3     | 0     | 0         | 0         | 18    | 2     |
| Мика      | 2008    | 25        | 8         | 6     | 3     | 2         | 0         | 33    | 11    |
| Мика      | 2009    | 23        | 5         | 1     | 0     | 1         | 0         | 25    | 5     |
| Мика      | 2010    | 26        | 6         | 3     | 1     | 2         | 0         | 31    | 7     |
| Мика      | 2011    | 26        | 11        | 7     | 7     | 2         | 0         | 35    | 18    |
| Всего     | Всего   | 126       | 34        | 20    | 11    | 9         | 0         | 155   | 45    |
| Татран    | 2011/12 | 5         | 0         | 0     | 0     | 0         | 0         | 5     | 0     |
| Всего     | Всего   | 5         | 0         | 0     | 0     | 0         | 0         | 5     | 0     |
| Мика      | 2012/13 | 14        | 4         | 0     | 0     | 0         | 0         | 14    | 4     |
| Всего     | Всего   | 14        | 4         | 0     | 0     | 0         | 0         | 14    | 4     |
| Гандзасар | 2012/13 | 10        | 5         | 4     | 1     | 0         | 0         | 14    | 6     |
| Гандзасар | 2013/14 | 23        | 8         | 4     | 2     | 2         | 1         | 29    | 11    |
| Всего     | Всего   | 33        | 13        | 8     | 3     | 2         | 1         | 43    | 17    |
| Мика      | 2014/15 | 5         | 1         | 0     | 0     | 2         | 0         | 7     | 1     |
| Всего     | Всего   | 5         | 1         | 0     | 0     | 2         | 0         | 7     | 1     |
| Гандзасар | 2014/15 | 12        | 3         | 0     | 0     | 0         | 0         | 12    | 3     |
| Гандзасар | 2015/16 | 24        | 5         | 4     | 2     | 0         | 0         | 28    | 7     |
| Всего     | Всего   | 36        | 8         | 4     | 2     | 0         | 0         | 40    | 10    |
| Жетысу    | 2016    | 11        | 2         | 0     | 0     | 0         | 0         | 11    | 2     |
| Всего     | Всего   | 11        | 2         | 0     | 0     | 0         | 0         | 11    | 2     |
| Алашкерт  | 2016/17 | 1         | 1         | 0     | 0     | 0         | 0         | 1     | 1     |
| Всего     | Всего   | 1         | 1         | 0     | 0     | 0         | 0         | 1     | 1     |